# Иеффай
Иеффай, также Иевфай (ивр. יִפְתָּח‎,  Йифта́х), — в Ветхом Завете военачальник и девятый из судей израильских. Время его деятельности — XII век до н. э.

## Библейская история
Мать его была блудница из Галаада, в заиорданском колене Манассиином. Лишённый своими сводными братьями наследства и изгнанный из дома, он удалился в пустыню в земле Тов и там стал атаманом шайки грабителей.

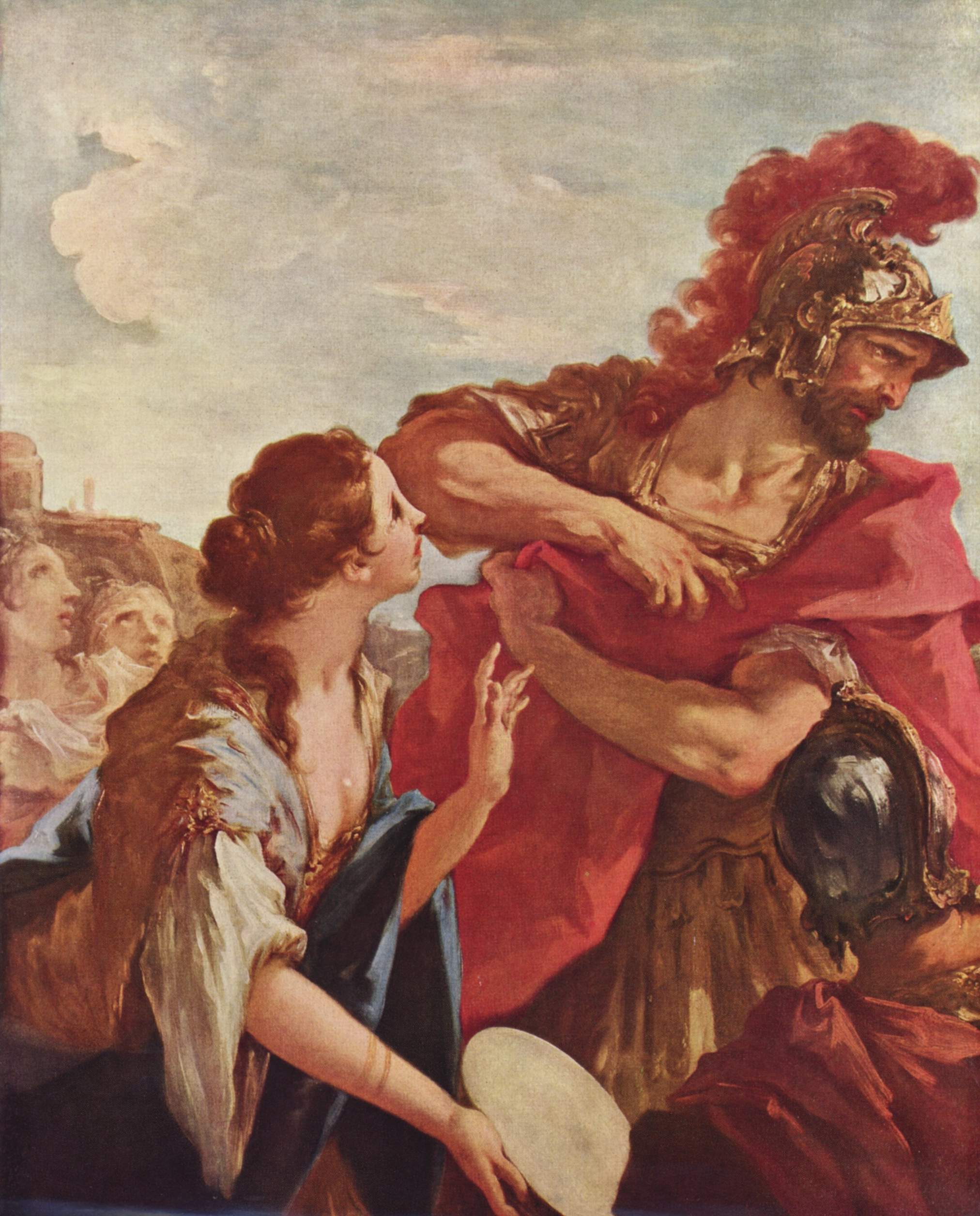
«Возвращение Иеффая» Дж. А. Пеллегрини

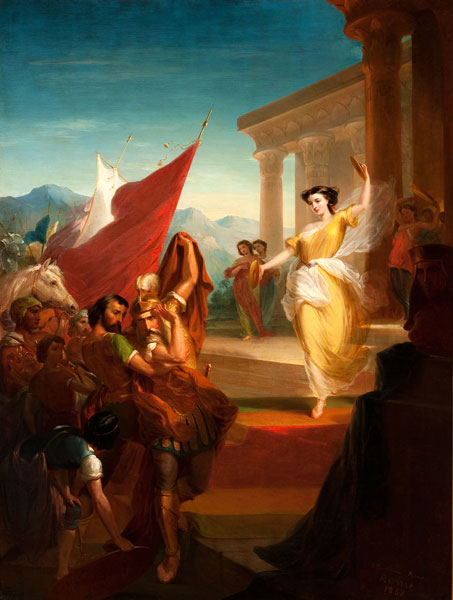
«Дочь Иеффая» (Томас Бьюкенен Рид, 1858).

Когда израильский народ, истомившись под разорительным игом аммонитян, обратился к нему с мольбой о помощи, он стал во главе собравшегося ополчения и наголову разбил врага.

И дал Иеффай обет Господу и сказал: если Ты предашь Аммонитян в руки мои, то по возвращении моём с миром от Аммонитян, что выйдет из ворот дома моего навстречу мне, будет Господу, и вознесу сие на всесожжение.
— Суд. 11:30,31
По возвращении Иеффая с поля битвы навстречу ему вышла его единственная дочь (её имя в Библии не упоминается). Узнав об обете, она попросила отца только отпустить её на два месяца, чтобы она с подругами могла оплакать в горах свою участь. Через два месяца она вернулась и «он совершил над нею обет свой, который дал, и она не познала мужа» (Суд. 11:39).
Толкователи относятся к этому факту различно: одни понимают его буквально, в смысле человеческого жертвоприношения, другие полагают, что дочь Иеффая осталась в девстве.
Иеффай был израильским судьёй в течение шести лет и умер одиноким; в потомстве не осталось даже воспоминания о месте его погребения. История его жизни изложена в Суд. 11, 12.
Существует предположение, что в первоначальной традиции Иеффаю приписывалась также победа над моавитским войском.

## Образ в искусстве
Литература
- Данте Алигьери упомянул Иеффая в разделе «Рай» в «Божественной комедии».
- Лион Фейхтвангер по мотивам сюжета написал роман «Иеффай и его дочь».
- Лео Таксиль по-своему рассказал историю Иеффая в одной из глав «Забавной Библии».
- Джордж Байрон написал стихотворение «Дочь Иефая»
- Шолом-Алейхем приводит историю дочери «Иевфая Гилеадского» в романе «Иоселе-соловей».
- Гертруд фон Лефорт упоминает историю в новелле «Дочь Иеффая»

Музыка
- Оратория Дж. Кариссими
- Трагедия М. П. де Монтеклера
- Оратория Г. Ф. Генделя